# Chloris elata
Chloris elata är en gräsart som beskrevs av Nicaise Auguste Desvaux. Chloris elata ingår i släktet kvastgrässläktet, och familjen gräs. Inga underarter finns listade i Catalogue of Life.